# Гонсалес, Маргарито
Маргари́то Гонса́лес Мансана́рес (исп. Margarito González Manzanares; род. 3 марта 1979, Cruz Grande, Герреро) — мексиканский футболист, защитник известный по выступлениям за «Керетаро».

## Клубная карьера
Гонсалес начал карьеру в клубе «Ла-Пьедад». 11 августа 2001 года в матче против «Атланте» он дебютировал в мексиканской Примере. Летом 2002 года Гонсалес перешёл в «Керетаро». 4 августа в матче против «Сан-Луиса» он дебютировал за новую команду. В поединке против Веракрус Маргарито забил свой первый гол за «Керетаро». В начале 2004 года Гонсалес был арендован клубом «Крус Асуль». 17 января в матче против «Монтеррея» он дебютировал за новую команду. 8 мая в поединке против «Веракрус» Маргарито забил свой первый гол за «Крус Асуль».
В 2005 году Гонсалес на правах аренды перешёл в «Селая». 15 января в матче против дублёров УАНЛ Тигрес он дебютировал в Ассенсо MX. В 2007 году Маргарито был арендован «Дорадос де Синалоа». 4 августа в матче против «Керетаро» он дебютировал за новый клуб. По окончании аренды игрок вернулся в «Керетаро».
В 2010 году Гонсалес подписал контракт с «Ирапуато». 18 июля в матче против «Дорадос де Синалоа» он дебютировал за новую команду. Летом 2013 года Гонсаелс перешёл в «Сакатепек». 20 июля в матче против Лобос БУАП он дебютировал за новую команду. 1 сентября в поединке против своего бывшего клуба «Селая» Маргарито забил свой первый гол за «Сакатепек». В 2014 году игрок завершил карьеру.